# سیورین
سیورین (به صربی: Sjeverin) یک منطقهٔ مسکونی در صربستان است. سیورین ۴۴۷ متر بالاتر از سطح دریا واقع شده‌است.